# Bretterspitze (Allgäuer Alpen)
Die Bretterspitze ist ein 2608 m hoher Gipfel in Österreich im Bundesland Tirol. Sie liegt in der Hornbachkette in den Allgäuer Alpen. Nachbargipfel in der Hornbachkette sind im Westen die Gliegerkarspitze und im Nordosten die Urbeleskarspitze. Der breite Gipfelaufbau der Bretterspitze besteht aus Hauptdolomit.

## Besteigung

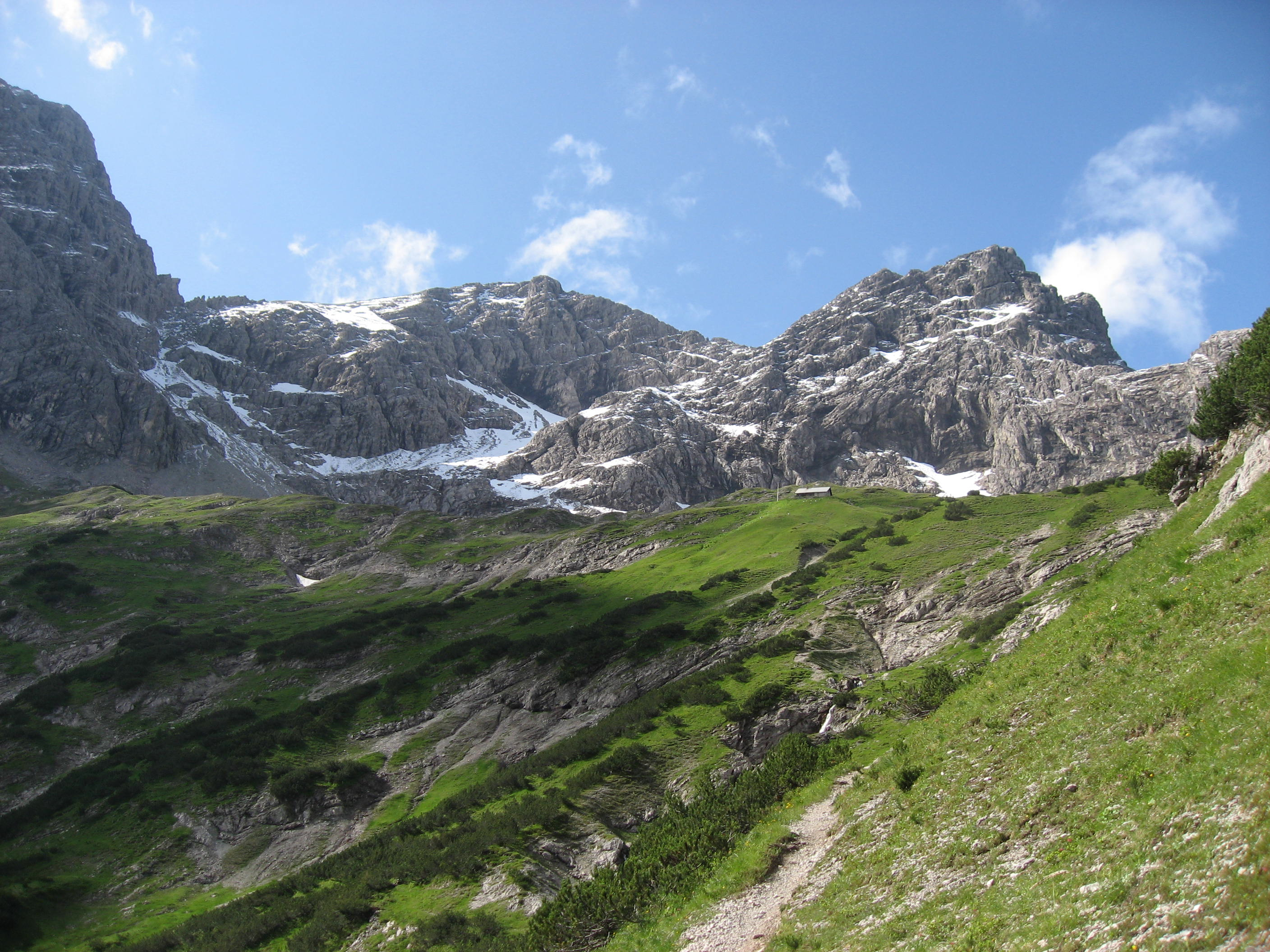
Bretterspitze, Gliegerkarspitze und Kaufbeurer Haus

Auf den Gipfel der Bretterspitze führen zwei markierte Steige, die jeweils Trittsicherheit erfordern.
Von Hinterhornbach aus führt ein Steig in ungefähr 2½ Stunden zum Kaufbeurer Haus. Von dort erreicht man den Gipfel in 1¾ Stunden durch das Urbeleskar und über den Nordostgrat.
Von Häselgehr aus führt ein etwas weiterer Weg in 4½ Stunden durch das Hagerletal und das Gliegerkar ebenfalls auf den Nordostgrat und von dort auf gleicher Route zum Gipfel.
Von der Schwärzerscharte geht es entlang des Ostgrates zum Gipfel (markiert – eine Stelle Schwierigkeitsgrad I).
Die Bretterspitze wird gerne auch in Zusammenhang mit dem Enzenspergerweg (Hermann-von-Barth-Hütte – Kaufbeurer Haus) bestiegen.
Bergsteiger mit etwas Klettergewandtheit können die Bretterspitze auch über den Westgrat besteigen (Schwierigkeitsgrad II).